# 角蚕属
角蚕属（学名：Torrea）为叶须虫科的一个属。

## 下属物种
本属包括以下物种：
- 角蚕 Torrea candida (Delle Chiaje, 1841)
- Torrea pelagica Chamberlin, 1919